# الحزب الراديكالي (فرنسا)
الحزب الراديكالي الفرنسي هو حزب سياسي تأسس سنة 1901 م وهو من أقدم الأحزاب الفرنسية.
كان الحزب في البداية عبارة عن تجمع من اليسار الجمهوري واشتراكيي أقصى اليسار، واشترك في اغلب الوزارات بين الاعوام 1902 - 1914 م. لكن الحزب بدأ يبتعد عن الفكر الشيوعي وبدأ بجذب رجال الأعمال الامر الذي ابعده عن الحزب الاشتراكي.